# Lovrin
Lovrin é uma comuna romena localizada no distrito de Timiș, na região histórica do Banato (parte da Transilvânia). A comuna possui uma área de 57.63 km² e sua população era de 3669 habitantes segundo o censo de 2007.